# Laevicephalus verberatus
Laevicephalus verberatus är en insektsart som beskrevs av Ross och Hamilton 1972. Laevicephalus verberatus ingår i släktet Laevicephalus och familjen dvärgstritar. Inga underarter finns listade i Catalogue of Life.